# 那加バイパス
那加バイパス（なかバイパス）は、岐阜県各務原市蘇原三柿野町〜岐阜市東中島の6.4kmに建設された国道21号のバイパスである。

## 概要
1986年（昭和61年）暫定片側1車線で開通。現在は片側2車線化完了。
各務原市蘇原三柿野町～各務原市三井東町は、航空自衛隊岐阜基地の北に隣接している。各務原市三井東町（新境川）～小佐野町の区間（各務原台地と濃尾平野との境界の崖の部分）、及び各務原市那加緑町～岐阜市東中島は高架区間であり、岐大バイパスと直結している。
各務原市内の当道路の大半は一般道の信号交差点がほとんどであり、正面衝突等の懸念から安全面の他、交通の利便性にも弊害を及ぼしている。

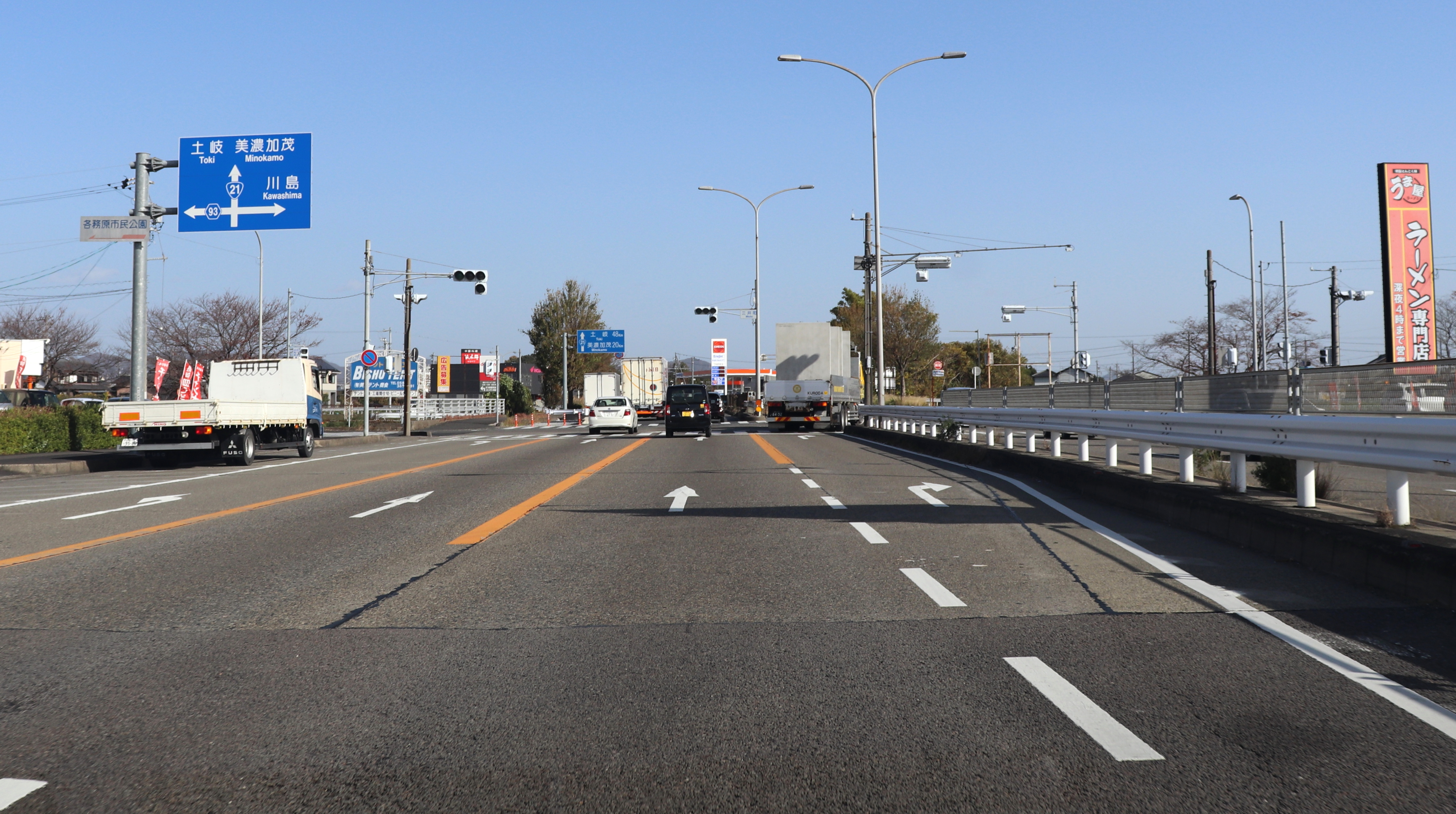
那加バイパスの岐阜県道93号川島三輪線との交差点、岐阜県各務原市三井北町にて

## 主な交差点
- 上側が起点側、下側が終点側。左側が上り側、右側が下り側。
- 交差する道路は、県道以上の道路および立体交差をするもしくは立体交差をする計画の道路。特記がないものは市町道。

| 交差する道路など                           | 交差する道路など                      | 交差する場所 | 交差する場所           | 交差する場所                | 備考                                 |
| ------------------------------------------ | ------------------------------------- | ------------ | ---------------------- | --------------------------- | ------------------------------------ |
| 国道21号 鵜沼・美濃加茂方面                |                                       |              |                        |                             |                                      |
| 六軒駅方面（那加メーンロード）             | 航空自衛隊岐阜基地新北門              | 各務原市     |                        | 蘇原三柿野町                | 六軒駅方面への道は旧中山道           |
| 岐阜県道93号川島三輪線（さくら通り）       | 川島方面                              | 各務原市     | 三井町                 | 那加緑町4まで県道93号が重複 |                                      |
|                                            | 岐阜県道114号一宮各務原線（三井街道） | 各務原市     |                        |                             | 県道114号は愛知県道151号としても指定 |
| 岐阜県道152号岐阜各務原線                  | 小佐野町方面                          | 各務原市     |                        | 金属団地前                  |                                      |
| 岐阜県道181号岐阜那加線                    | 岐阜県道93号川島三輪線                | 各務原市     | 那加緑町4              | ここまで県道93号が重複      |                                      |
|                                            | E41 東海北陸自動車道                  | 岐阜市       | 岐阜各務原IC           |                             |                                      |
| 岐阜県道180号松原芋島線                    |                                       | 岐阜市       | 長森南IC（三宅高架橋） | 東中島2                     | 各務原方面出入口のみ                 |
| 岐阜県道77号岐阜環状線                     |                                       | 岐阜市       | 長森南IC（三宅高架橋） | 東中島                      | 各務原方面出入口のみ                 |
| 国道21号（岐大バイパス）岐阜市街・大垣方面 |                                       |              |                        |                             |                                      |